# Neuseeländische Badmintonmeisterschaft 1974
Die Neuseeländische Badmintonmeisterschaft 1974 fand vom 10. bis zum 14. September 1974 in Dunedin statt. Es war die 41. Austragung der Badmintonmeisterschaften von Neuseeland. 	

## Medaillengewinner
| Disziplin    | Gold                          | Silber                            | Bronze                   |
| ------------ | ----------------------------- | --------------------------------- | ------------------------ |
| Herreneinzel | Richard Purser                | Ross Livingston                   | Warren Johns             |
| Herreneinzel | Richard Purser                | Ross Livingston                   | Bryan Purser             |
| Dameneinzel  | Robin Denton                  | Gilda Tompkins                    | Alison Gow               |
| Dameneinzel  | Robin Denton                  | Gilda Tompkins                    | Frances Erceg            |
| Herrendoppel | Richard Purser Bryan Purser   | Warren Johns Ross Livingston      | Peter Skelt Nigel Skelt  |
| Herrendoppel | Richard Purser Bryan Purser   | Warren Johns Ross Livingston      | Paul Shirley K. Atkinson |
| Damendoppel  | Alison Branfield Robin Denton | Gaynor Weatherley Frances Erceg   | Gilda Tompkins H. Neame  |
| Damendoppel  | Alison Branfield Robin Denton | Gaynor Weatherley Frances Erceg   | Alison Gow A. Ross       |
| Mixed        | Bryan Purser Robin Denton     | Ross Livingston Gaynor Weatherley |                          |